# Paracytherois arcuata
Paracytherois arcuata är en kräftdjursart som först beskrevs av Brady.  Paracytherois arcuata ingår i släktet Paracytherois och familjen Paradoxostomatidae. Arten är reproducerande i Sverige. Inga underarter finns listade i Catalogue of Life.